# NGC 6071
NGC 6071 (również PGC 56767) – galaktyka eliptyczna (E-S0), znajdująca się w gwiazdozbiorze Małej Niedźwiedzicy.
Odkrył ją William Herschel 6 maja 1791 roku. Pozycja podana przez niego była jednak niedokładna i niektóre katalogi i bazy obiektów astronomicznych (np. SIMBAD) za obiekt NGC 6071 uznają galaktykę PGC 56674.
W galaktyce tej zaobserwowano supernową SN 2003ar.